# Scharf & Hauk, Mannheim

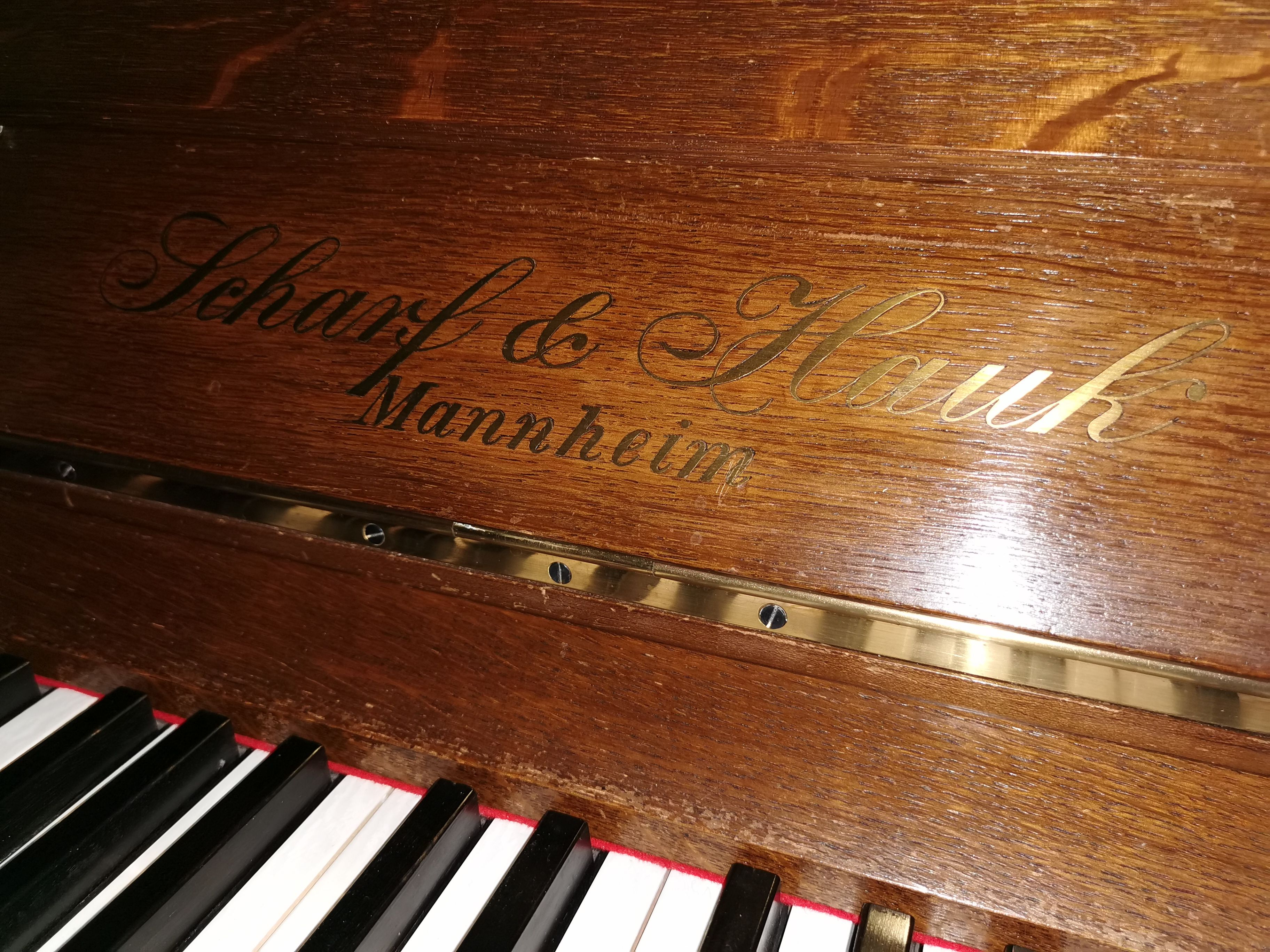
Schriftzug von Scharf & Hauk (1928)

Scharf & Hauk, Mannheim war ein deutsches Unternehmen mit Hauptsitz in Mannheim, das Tasteninstrumente herstellte.

## Geschichte

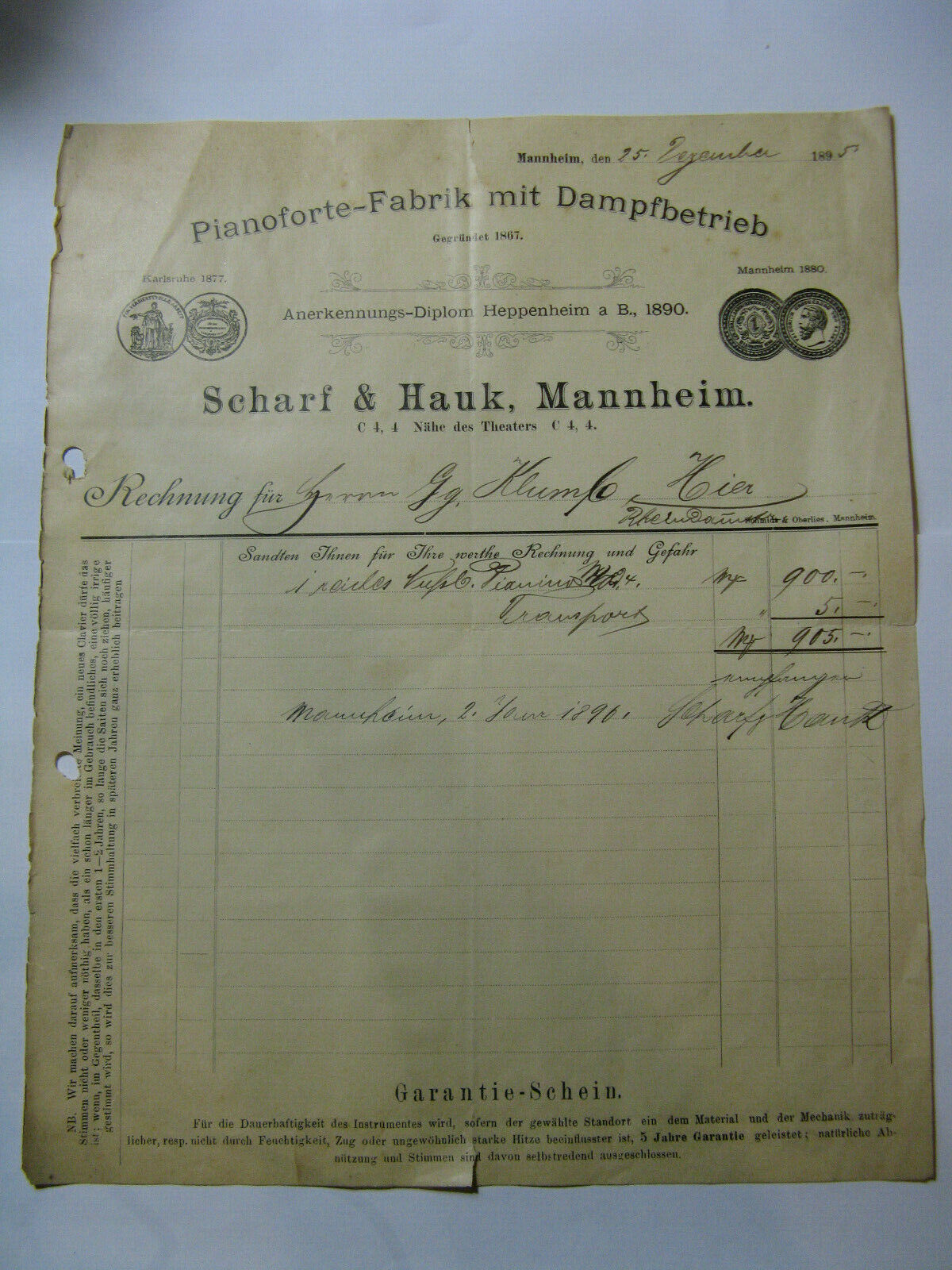
Rechnung der Klavierbau-Firma Scharf & Hauk, Mannheim (1895)

Scharf & Hauk, Mannheim wurde 1867 von Christian Scharf († 1893) gegründet, der später seinen Schwiegersohn Wilhelm Hauk († 1932) ins Unternehmen holte, und stellte ab dem Zeitpunkt Tasteninstrumente wie Klaviere, Flügel oder Cembali in eigener Produktion her. Im Verlaufe der Jahre wurde die Pianoforte-Fabrik mit Dampfbetrieb mit etlichen Titeln ausgezeichnet, erhielt große Anerkennung und galt lange Zeit als Marktführer ihrer Branche. Bekannt wurde das Unternehmen durch ihre damals ungewöhnlich robuste und außergewöhnliche Bauweise, die bis heute zu den größten und schwersten aller Zeiten zählt. Die Höhe eines Klaviers begann etwa bei 1,30 m und wog zwischen 300 und 400 kg.
Nach dem Tod von Christian Scharfs Witwe Elise Scharf im Jahr 1919 trat deren Tochter Anna Hauk, geb. Scharf, als Teilhaberin in das Geschäft ein, das sie jedoch 1926 wieder verließ. Ihre Stelle nahmen schließlich Julius, Kurt und Edgar Hauk ein. Anfang der 1930er Jahre beendete die Firma ihre Produktion.

## Bedeutung

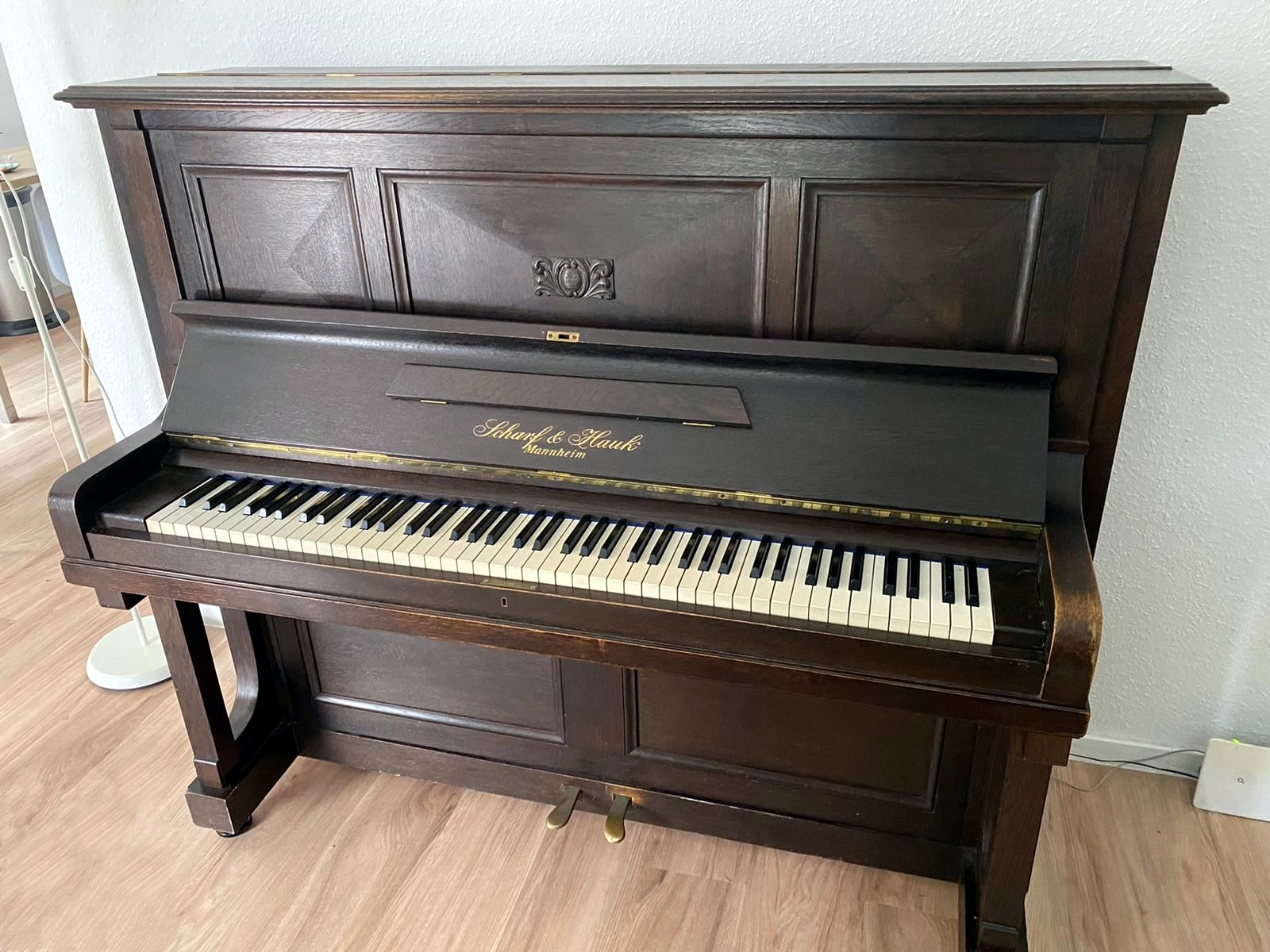
Ein Pianino von Scharf & Hauk aus dem frühen 20. Jahrhundert

Bis heute gilt ein gut erhaltenes Instrument des Unternehmens als Sammlerstück und zeichnet sich durch seinen satten und unverwechselbaren Klang aus. Im 4. Obergeschoss des Museums Bassermannhaus in Mannheim steht noch ein gut erhaltenes Klavier dieser Marke.